# Adam Zdrójkowski
Adam Zdrójkowski (ur. 29 maja 2000 w Warszawie) – polski aktor i prezenter telewizyjny.

## Życiorys
Jest synem Dariusza i Edyty Zdrójkowskich i bratem-bliźniakiem Jakuba, także aktora. W 2003 rodzina wzięła udział w programie Chwila prawdy.
W 2009 grał Pawełka w serialu Polsatu Rodzina zastępcza. W latach 2011–2020 wcielał się w Kubę Boskiego w serialu TVP2 Rodzinka.pl, a rola zapewniła mu największą rozpoznawalność.
W 2016 uczestniczył w programie rozrywkowym Polsatu Dancing with the Stars. Taniec z gwiazdami. W 2018 został jednym z prowadzących program TVP2 The Voice Kids i razem z Wiktorią Gąsiewską wystąpił w jednym z odcinków talk-show The Story of My Life. Historia naszego życia. W 2019 współprowadził program The Voice of Poland, a w parze z Wiktorią Gąsiewską zwyciężył w pierwszej edycji programu TVP2 Dance Dance Dance. W 2021 zajął trzecie miejsce w finale 15. edycji programu rozrywkowego Polsatu Twoja twarz brzmi znajomo. Również wystąpił w świątecznym odcinku programu. W 2025 będzie prowadzić 12 edycję programu rozrywkowego Must Be the Music. Tylko muzyka w telewizji Polsat.

## Życie prywatne
W latach 2017–2021 był w nieformalnym związku z aktorką Wiktorią Gąsiewską.

## Filmografia
Spis sporządzono na podstawie materiału źródłowego:

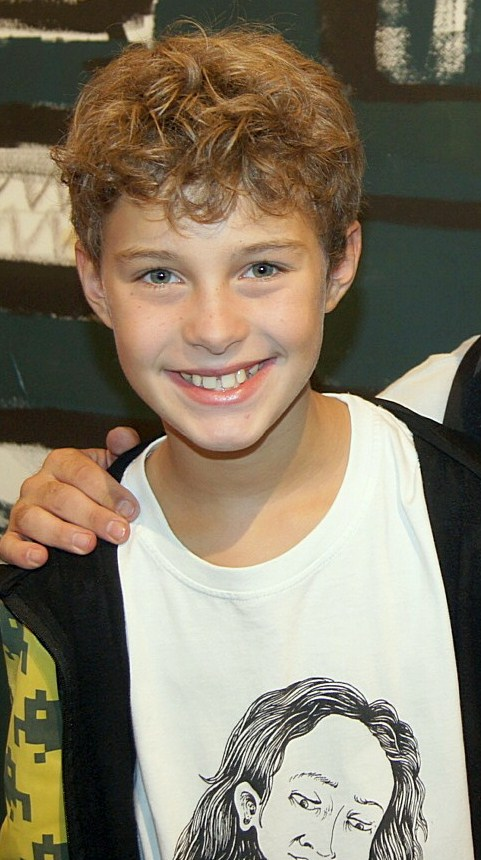
Adam Zdrójkowski (2012)

### Filmy
- 2008: Boisko bezdomnych
- 2010: Ciacho jako Antoś, syn Krzysia i Magdy[13]
- 2012: Być jak Kazimierz Deyna jako ministrant
- 2019: Futro z misia jako syn Janusza
- 2020: Ostatni komers jako Kowal
- 2021: Krime Story. Love story jako „Kica”
- 2021: Furioza jako diler
- 2022: Święta inaczej jako Szymon, kolega Doriana

### Seriale
- 2009: Londyńczycy 2 jako Jimmy, wnuk Niny (odc. 10, 14, 16)
- 2009: Rodzina zastępcza jako Pawełek (odc. 313–327, 329)
- 2011–2020 od 2025: Rodzinka.pl jako Kuba Boski[14][15]
- 2011; 2015: Na dobre i na złe jako „Rudy”, kolega Amelki (odc. 469); jako Dominik Lesiak (odc. 608)
- 2014: O mnie się nie martw jako Patryk Radwan (odc. 12)
- 2014: Ojciec Mateusz jako Adrian Lewandowski (odc. 155)
- 2015: Spokojnie, to tylko ekonomia! jako Krystian Walczak (sezon 3, odc. 1, 15)
- 2016: Pierwsza miłość jako Filip[16]
- 2018: W rytmie serca jako Michał Wawrykiewicz (odc. 23)
- 2020: Blondynka jako Jacek
- 2021: Komisarz Mama jako Tadeusz Dewódzki (odc. 7)
- od 2022: Przyjaciółki jako fryzjer Patryk
- 2023: Camera Café. Nowe parzenie jako kurier (odc. 13)
- 2023: Korona królów. Jagiellonowie jako Gromek
- 2024: Algorytm miłości jako „Pablo”
- 2024-2025: Królowie jako Gromek

### Polski dubbing
- 2016: Sing – Johnny[potrzebny przypis]
- 2017: Emotki. Film – Rechot[potrzebny przypis]
- 2019: Manu. Bądź sobą! – Manu[17]

## Nagrody i nominacje
- 2017: Nominacja – Telekamery „Tele Tygodnia” 2017 w kategorii „nadzieja telewizji”[18]